# Zantedeschia rehmannii
Zantedeschia rehmannii är en kallaväxtart som beskrevs av Adolf Engler. Zantedeschia rehmannii ingår i släktet kallor, och familjen kallaväxter. Inga underarter finns listade.

## Bildgalleri

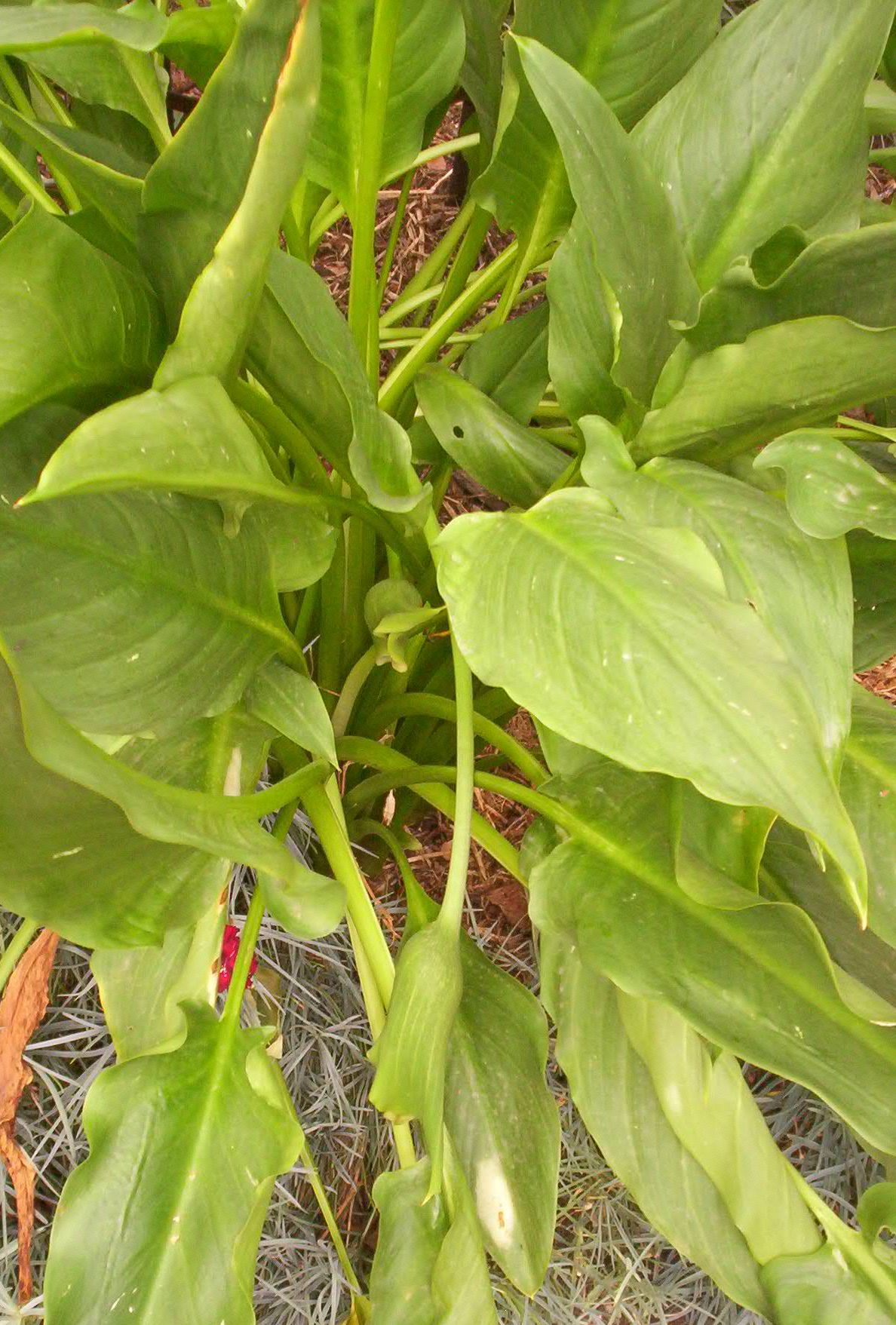